# Pedantic
pedantic（ペダンティック）は、映像・音声コンテンツの制作などを行う日本の株式会社である。

## 概要
2022年4月22日、作家・YouTuberの堀元見によって設立。
自社のYouTube/Podcastコンテンツを制作・配信するほか、他企業のYouTubeチャンネルに対するコンサルタントや運営代行も行っている。また、自社コンテンツから派生したコンセプトカフェも運営している。

## 事業

### 動画・音声コンテンツ制作事業
チャンネル登録者数30万人を超える「ゆる言語学ラジオ」をはじめとして、自社制作のYouTube/Podcast番組を制作・配信している。

#### ゆる言語学ラジオ
水野太貴と堀元見が製作・出演するPodcast番組、YouTube番組である。「ゆるく楽しく言語の話をする」をコンセプトとしている。

#### ゆるコンピュータ科学ラジオ
2022年1月1日にゆる言語学ラジオの子チャンネルとして「ゆるコンピュータ科学ラジオ」を開設した。
「ゆる言語学ラジオ」とは役割を入れ替え、堀元が話し手、水野が聞き手を務める。

#### ゆる学徒ハウス
2022年5月開始。「ゆる言語学ラジオ」、「ゆるコンピュータ科学ラジオ」のフォーマットを使い、ほかの学問、知識分野をゆるく語る、ゆる言語ラジオのフランチャイズ化を目指したコンテンツ。一次審査は単独配信。二次は堀元が聞き手となる配信。三次は残った者たちの共同生活を通して相方探しを兼ねるコンテンツを収録してもらい、関係性の深化というエンタメ性を見せていくというコンセプトで始まった。
審査動画は「ゆる学徒ハウス」チャンネルで公開され、2022年12月23日に、
「ゆる天文学ラジオ」（話し手：越山嘉祈、聞き手：夏生嵐彩）
「ゆる書道学ラジオ」（話し手：夏生嵐彩、聞き手：越山嘉祈）
「ゆる生態学ラジオ」（話し手：よしのぶ、聞き手：平田トキヒロ）
「ゆる哲学ラジオ」（話し手：平田トキヒロ、聞き手：よしのぶ）
「ゆる民俗学ラジオ」（話し手：黒川晝車、聞き手：浦下拓巳）
「ゆる音楽学ラジオ」（話し手：浦下拓巳、聞き手：黒川晝車）
の6番組が誕生した。

### カフェ兼スタジオ運営事業
2023年6月1日、東京都豊島区西池袋に「ゆる学徒カフェ」を開業。防音スタジオとステージが併設されおり、カフェとしての営業しているほか、イベントスペースやラジオ収録スタジオとしても利用できる。

### メディア運営サポート事業
他企業のオウンドメディア運営のコンサルタント、制作代行を行っている。

#### 積読チャンネル
pedanticが編集などを担当する株式会社バリューブックスのオウンドメディア。同社所属の書店員である飯田光平と堀元が、視聴者の積読を増やしていくYouTubeチャンネルである。